# Bert Hawthorne
Herbert William Hawthorne (17 de diciembre de 1943 – 14 de abril de 1972) fue un piloto neozelandés de automovilismo. Nació en Derryhennett, Condado de Armagh, Irlanda del Norte y emigró a Nueva Zelanda a la edad de 13 años.

## Carrera deportiva
Hawthorne se inició en las carreras en los medio-tardíos años 1960 con un Ford Anglia. Se trasladó al Reino Unido para trabajar como mecánico de carreras en la factoría Brabham de Ron Tauranac. Construyó un Brabham BT21 y le embarcó de regreso a Nueva Zelanda, donde le pilotó en la categoría para motores de 1600 cc y doble árbol, en la National Formula. Se hizo amigo de Allan McCall, que quedó impresionado con el talento que Hawthorne mostró en las carreras.
Hawthorne regresó al Reino Unido con un presupuesto limitado para correr en Fórmula 3, y fue a los Estados Unidos para competir en el Campeonato Norteamericano de Formula B/Atlantic, donde alcanzó el subcampeonato de las series en 1971.
En 1972 Hawthorne ganó el Gran Premio de Bogotá, dando al Brabham BT38 su victoria inaugural. No prosiguió con Brabham, pero volvió a asociarse con McCall, que estaba desarrollando el proyecto "Leda Engineering" de Fórmula 2.
Hawthorne hizo su primera carrera de Fórmula 2 en el Trofeo Memorial Jochen Rindt en Thruxton, un certamen válido para dos Campeonatos de Fórmula 2: el británico y el europeo. Hawthorne ganó la carrera eliminatoria e hizo una gran demostración en la carrera final antes de retirarse en la vuelta 38 a causa de un problema del conducto del combustible.

## Muerte

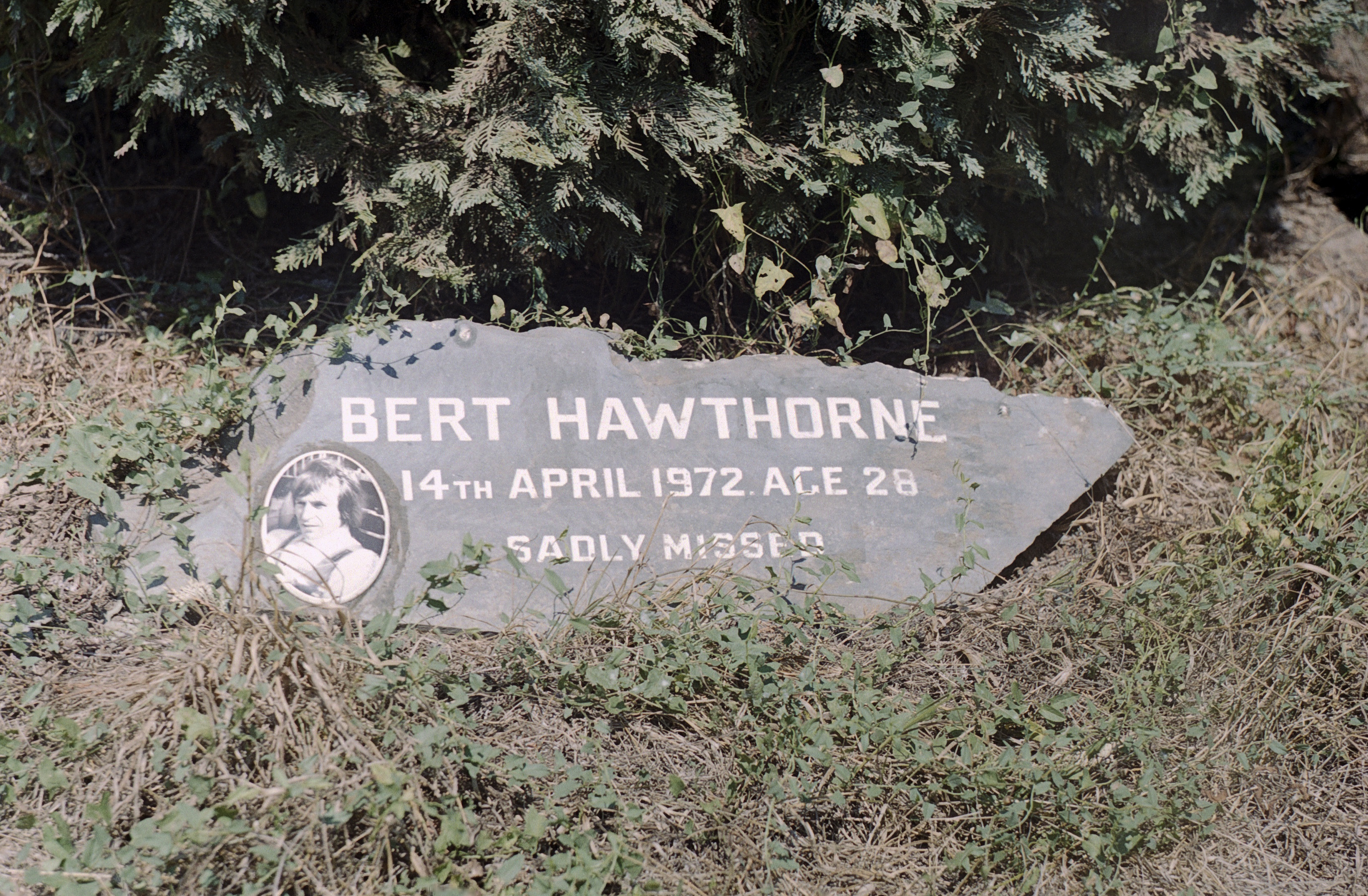
Placa conmemorativa en el lugar donde Bert Hawthorne perdió la vida.

Hawthorne perdió la vida el 14 de abril de 1972 en la siguiente carrera del Campeonato Europeo, la Memorial Jim Clark en el circuito de Hockenheim. Hawthorne conducía el coche de TUI de Allan McCall, competía con el piloto alemán Bernd Terbeck cuando el coche de Hawthorne deceleró. Terbeck golpeó el coche de Hawthorne con velocidad, lanzándolo frontalmente contra las barreras. El coche derrapó, rozó longitudinalmente el guardarraíl extrayendo los postes de seguridad y se prendió fuego. En la pista, estaba claro que tanto Terbeck como Hawthorne habían desaparecido, pero el incidente no se conoció hasta que dos vueltas después, cuando Niki Lauda paró en boxes y preguntó por qué no se hizo nada por un coche en la pista que se encontraba en llamas. Después se confirmó que Hawthorne perdió la vida en el acto, a causa de sus heridas en la cabeza.